# Kuchen (commune)
Pour les articles homonymes, voir Kuchen.
Kuchen est une commune de Bade-Wurtemberg (Allemagne), située dans l'arrondissement de Göppingen, dans la région de Stuttgart, dans le district de Stuttgart.